# Вулиця Леваневського (Мелітополь)
Вулиця Леваневського — вулиця в Мелітополі, на Піщаному. Починається від кола на проспекті Богдана Хмельницького, перетинає вулицю Івана Алексєєва і закінчується, з'єднуючись із вулицею Істоміна. Від проспекту Богдана Хмельницького до вулиці Івана Алексєєва вулицею Леваневського проходить автомагістраль М-14.
Вулиця названа на честь полярного льотчика Сигізмунда Олександровича Леваневського (1902—1937), одного з перших Героїв Радянського Союзу. Перша відома згадка вулиці під цією назвою відноситься до 20 грудня 1946.
Вулицею проходять автобусні маршрути № 1А, 6, 6А, 24А, 31.